# کلر دنیس

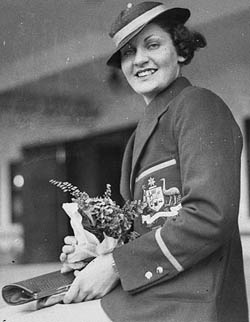
دنیس در ۱۹۳۲

کلر دنیس (انگلیسی: Clare Dennis; ۷ مارس ۱۹۱۶ – ۵ ژوئن ۱۹۷۱) یک شناگر اهل استرالیا بود.
وی در مسابقات بین‌المللی در مجموع برندهٔ ۲ مدال طلا شده‌است.